# Naturhistorica
Unter dem Hauptsachtitel Naturhistorica sind die jährlich erscheinenden „Berichte der Naturhistorischen Gesellschaft Hannover“ – jeweils ohne den aktuellen Jahrgang – unentgeltlich kostenlos über das Internet zugänglich.
Die zuvor Jahresbericht der Naturhistorischen Gesellschaft zu Hannover, anfangs auch Jahresbericht des Vereins zur Gründung eines Naturhistorischen Museums zu Hannover genannte Zeitschrift wird seit 1850 von der Naturhistorischen Gesellschaft zu Hannover herausgegeben. Das Periodikum enthielt zeitweilig den Jahresbericht des Niedersächsischen Botanischen Vereins (Botanische Abteilung der Naturhistorischen Gesellschaft zu Hannover), den Jahresbericht des Niedersächsischen Geologischen Vereins (Geologische Abteilung der Naturhistorischen Gesellschaft zu Hannover) sowie den Jahresbericht des Niedersächsischen Zoologischen Vereins (Zoologische Abteilung der Naturhistorischen Gesellschaft zu Hannover). Zeitweilig enthielt das Blatt auch die Mitteilungen der Floristisch-Soziologischen Arbeitsgemeinschaft in Niedersachsen.
In den Jahren von 1858 bis 1860 war das Medium in der Bonplandia. Zeitschrift für die gesammte Botanik. Organ für Botaniker, Pharmaceuten, Gärtner, Forst- u. Landwirthe enthalten.
Zeitweilig fungierte der als Vereinsvorstand wirkende Publizist, Ornithologe und Phykologe Erich Hagemann als Herausgeber des Blattes.
Die später schlicht Bericht der Naturhistorischen Gesellschaft genannte Zeitschrift, zu der auch verschiedene Beihefte zählten, erschien nach einer Unterbrechung durch den Zweiten Weltkrieg erneut von 1954 bis 2007.
Seit 2009 erscheint das Blatt unter seinem heutigen Titel.